# هارون لونش
هارون لونش (بالإنجليزية: Aaron Lynch)‏ هو لاعب كرة قدم أمريكية أمريكي، ولد في 8 مارس 1993 في كيب كورال في الولايات المتحدة.

## وصلات خارجية
- هارون لونش على موقع مرجع كرة القدم المحترفة.كوم (الإنجليزية)